# フォノン散乱
フォノンは物質を伝搬する際にいくつかのメカニズムによって散乱する。
これらの散乱メカニズムは、ウムクラップ散乱、不純物散乱、フォノン-電子散乱、および境界散乱である。
それぞれの散乱メカニズムは、対応する緩和時間の逆数である緩和速度 1/τ によって特徴付けることができる。
マティーセンの規則を用いてすべての散乱プロセスを考慮に入れることができる。このとき全緩和時間 τC は、次のように書くことができる。
{\displaystyle {\frac {1}{\tau _{\mathrm {C} }}}={\frac {1}{\tau _{\mathrm {U} }}}+{\frac {1}{\tau _{\mathrm {M} }}}+{\frac {1}{\tau _{\mathrm {B} }}}+{\frac {1}{\tau _{\mathrm {ph-e} }}}}
ここで τU, τM, τB, τph-e はそれぞれウムクラップ散乱、質量数が異なる不純物による散乱、境界散乱、フォノン-電子散乱によるものである。

## フォノン-フォノン散乱
フォノン-フォノン散乱では、ノーマル過程（フォノン波数ベクトルが保存する過程、N過程）を無視し、ウムクラップ過程（U過程）を考える。
ノーマル過程は ω に比例し、ウムクラップ過程は ω2 に比例するため、振動数が大きいときはウムクラップ散乱が支配的である 。
τU は次のように与えられる。
{\displaystyle {\frac {1}{\tau _{\mathrm {U} }}}=2\gamma ^{2}{\frac {k_{\mathrm {B} }T}{\mu V_{0}}}{\frac {\omega ^{2}}{\omega _{\mathrm {D} }}}}
ここで γ はグリュナイゼン非調和性パラメータ、μ は剛性率、 V0 は単位原子あたりの体積、 ωD はデバイ振動数である。

## 不純物散乱
質量数の異なる不純物による散乱は次で与えられる。
{\displaystyle {\frac {1}{\tau _{\mathrm {M} }}}={\frac {V_{0}\Gamma \omega ^{4}}{4\pi v_{\mathrm {g} }^{3}}}}
ここで Γ は不純物散乱長の尺度。vg は分散曲線に依存する。

## 境界散乱
境界散乱は低次元のナノ構造において特に重要であり、緩和時間は次で与えられる。
{\displaystyle {\frac {1}{\tau _{\mathrm {B} }}}={\frac {V}{D}}(1-p)}
ここで D は系の次元、p は表面粗さパラメータを表す。
p = 1 の場合は完全に滑らかな表面を意味し、散乱は純粋な鏡面反射で、緩和時間は∞である。よって境界散乱は熱輸送に影響しない。
p = 0 は非常に粗い表面を意味し、散乱は純粋に拡散的で、次のように表せる。
{\displaystyle {\frac {1}{\tau _{\mathrm {B} }}}={\frac {V}{D}}}
この式はカシミール極限として知られている。

## フォノン-電子散乱
物質が高濃度にドープされたときには、フォノン-電子散乱の寄与も重要になる。
これに対応する緩和時間は次で与えられる。
{\displaystyle {\frac {1}{\tau _{\mathrm {ph-e} }}}={\frac {n_{e}\epsilon ^{2}\omega }{\rho V^{2}k_{\mathrm {B} }T}}{\sqrt {\frac {\pi m^{*}V^{2}}{2k_{\mathrm {B} }T}}}\exp \left(-{\frac {m^{*}V^{2}}{2k_{\mathrm {B} }T}}\right)}
パラメータ ne は伝導電子濃度、ε は変形ポテンシャル、ρ は質量密度、m* は電子の有効質量である 。
通常はフォノン-電子散乱による熱伝導への寄与は無視できると仮定される。